# Región de San-Pédro
San-Pédro es una de las treinta y una regiones de Costa de Marfil. En mayo de 2014 tenía una población censada de 826 666 habitantes. Está formada por los siguientes departamentos, que se muestran igualmente con población de mayo de 2014:
- San-Pédro 631,156
- Tabou 195,510[1]